# 天中軒雲月 (5代目)
5代目 天中軒 雲月（てんちゅうけん うんげつ、1953年（昭和28年）11月25日 - ）は、日本の浪曲師。岐阜県郡上市出身、名古屋市在住。名古屋市立浄心中学校卒業。一般社団法人日本浪曲協会会長、公益社団法人浪曲親友協会理事を兼任。定紋は『上がり藤』。本名は福本 幸代（旧姓、内藤）。

## 経歴
1968年2月28日に名古屋中日劇場で4代目天中軒雲月に入門、1969年7月に天中軒月子として、香川県坂出市城山温泉センターにおいて「若き日の小村寿太郎」で初舞台。歌手志望だったが、師より「浪曲に向いている」と薦められ浪曲師となる。1974年に名披露目、2年間大阪で修業。1981年9月に名古屋御園座「東西顔見世豪華浪曲名人大会」にて幹部昇進披露（真打）。2006年、念願の歌謡曲を吹き込む。
2008年8月に5代目天中軒雲月襲名。浅草公会堂（東京）、国立文楽劇場（大阪）、日本特殊陶業市民会館（名古屋）3箇所にて襲名披露公演。2011年5月、大阪府知事表彰。2018年一般社団法人日本浪曲協会理事に就任し、当代では唯一東西両浪曲協会の理事を兼任することになった。同年、「天中軒雲月芸能生活50周年記念講演」を国立演芸場（東京）、日本特殊陶業市民会館（名古屋）の2会場で開催。2018年4月23日に靖国神社奉納浪曲。徳川康久宮司より感謝状拝受（3度）。
2024年4月より、日本浪曲協会会長に就任。
SNS発信など、若い力に理解がある浪曲師の一人である。
主な演目は『忠臣蔵外伝』『佐倉義民伝』『決戦巌流島』など。特に「佐倉義民伝」を得意とする。

## LP・カセット・CD
- 「涙の歌謡劇場」（笹みどりとのデュエット、クラウンレコード）
- （芸能生活35周年記念盤）｢徳川家康･人質から成長迄｣｢若き日の小村寿太郎｣（キングレコード）
- 「雪の南部坂」「流転じょんがら」（ウイングジャパン）
- （芸能生活45周年記念盤）「瑤泉院･涙の南部坂」2011/10/19（キングレコード）
- 「瑤泉院・涙の南部坂」2011（キングレコード、同社レコチョクにて史上初の浪曲ネット配信）
- 「佐倉義民伝」「人生ひとすじ」2012/10/10（キングレコード）
- 「郡上宝暦義民伝」「郡上音頭」2015/6/10（キングレコード）

## 弟子
- 天中軒藤二美
- 3代目天中軒月子
- 天中軒景友
- 天中軒すみれ